# Света столица
Света Столица (лат. Sancta Sedes), заједнички означава врховну власт Католичке цркве, односно папу и Римску курију.
У међународним односима, Света столица је засебан субјект међународног права, који се разликује од Ватикана. Након престанка постојања Папске државе (1870), па све до утемељења Ватикана (1929), многе државе су наставиле одржавати дипломатске односе са Светом столицом и наставиле склапати међународне уговоре (конкордате), те је Света столица прихваћена као самостални субјект међународног права. Тај субјективитет наставио се и након потписивања Латеранских уговора (1929), те је он признат и данас заједно са субјективитетом Ватикана.

## Организација
Папа управља Католичком црквом преко Римске курије. Она представља скуп институција задужених за управљање црквеним пословима на највишем нивоу. Састоји се од Државног секретаријата, девет конгрегација, три црквена суда, једанаест папских вијећа и седам папских комисија. Државни секретаријат, на челу с кардиналом државним секретаром, координира Римском куријом.
Тренутно се на челу Државног секретаријата налази кардинал Тарцисио Бертоне, у рангу предсједника владе.

## Међународно право
Света столица се у међународном јавном праву јавља сувереним субјектом у статусу persona sui generis. Она такође располаже сопственом помоћном сувереном територијом — градом-државом Ватиканом, којим управља папа преко губернатора. Ту дужност увијек врши кардинал Римске курије, кога поставља папа.
Суверенитет Ватикана, потврђен Латеранским уговорима (1929) с Краљевином Италијом, проистиче из сталног свјетовног суверенитета Свете столице, који је установљен још 601. године од стране папе Гргура Великог.
Сви дипломатски односи не успостављају се с градом-државом Ватиканом, него са Светом столицом. Дипломатске мисије страних држава акредитују се при Светој столици. Дипломатске мисије Свете столице називају се апостолским нунцијатурама и на челу њих се налазе апостолски нунцији (по статусу су једнаки ванредним и опуномоћеним амбасадорима) или апостолски пронунцији (по статусу су једнаки ванредним амбасадорима и опуномоћеним министрима). Света столица има статус сталног посматрача при Организацији уједињених нација.
Света столица није идентична с Католичком црквом, која је засебно правно лице. Католичка црква је сама за себе субјект међународног права, док Света столица може спроводити своје властите интересе.

## Изборна монархија
Света столица је фактички изборна монархија на челу које се налази папа. Њега бира на доживотно Колегијум кардинала односно Конклава. Папа у својој личности обједињује три функције:
- свјетовног суверена у статусу монарха;
- римског бискупа; поглавара Католичке цркве;
- суверена града-државе Ватикан.

## Дипломатија
Света столица (не Ватикан) одржава дипломатске односе са 176 држава, Европском унијом и Малтешким редом. За дипломатску активност Свете столице задужен је Државни секретаријат, Одсјек за односе с државама. Са седамнаест међународно признатих држава, Света столица нема никакве односе. Те државе су: Авганистан, Саудијска Арабија, Брунеј, Комори, Малезија, Малдиви, Мауританија, Оман, Сомалија, Кина, Сјеверна Кореја, Лаос, Вијетнам, Бутан, Боцвана, Бурма и Тувалу.
Света столица је једини субјект међународног права из Европе који одржава дипломатске односе с Тајваном.